# Bapaume
Bapaume és un municipi francès situat al departament del Pas de Calais i a la regió dels Alts de França. L'any 2007 tenia 4.132 habitants.

## Demografia

### Població
El 2007 la població de fet de Bapaume era de 4.132 persones. Hi havia 1.443 famílies de les quals 554 eren unipersonals (273 homes vivint sols i 281 dones vivint soles), 362 parelles sense fills, 366 parelles amb fills i 161 famílies monoparentals amb fills.
La població ha evolucionat segons el següent gràfic:
Habitants censats

### Habitatges
El 2007 hi havia 1.612 habitatges, 1.469 eren l'habitatge principal de la família, 17 eren segones residències i 126 estaven desocupats. 1.085 eren cases i 483 eren apartaments. Dels 1.469 habitatges principals, 617 estaven ocupats pels seus propietaris, 806 estaven llogats i ocupats pels llogaters i 46 estaven cedits a títol gratuït; 66 tenien una cambra, 140 en tenien dues, 290 en tenien tres, 359 en tenien quatre i 614 en tenien cinc o més. 934 habitatges disposaven pel capbaix d'una plaça de pàrquing. A 817 habitatges hi havia un automòbil i a 318 n'hi havia dos o més.

### Piràmide de població
La piràmide de població per edats i sexe el 2009 era:
| Homes | Edats   | Dones |
| ----- | ------- | ----- |
| 0     | 95 o +  | 8     |
| 8     | 90 a 94 | 28    |
| 12    | 85 a 89 | 60    |
| 20    | 80 a 84 | 60    |
| 48    | 75 a 79 | 108   |
| 76    | 70 a 74 | 92    |
| 76    | 65 a 69 | 76    |
| 64    | 60 a 64 | 88    |
| 92    | 55 a 59 | 60    |
| 260   | 50 a 54 | 192   |
| 212   | 45 a 49 | 144   |
| 172   | 40 a 44 | 128   |
| 188   | 35 a 39 | 132   |
| 156   | 30 a 34 | 124   |
| 180   | 25 a 29 | 148   |
| 197   | 20 a 24 | 148   |
| 130   | 15 a 19 | 144   |
| 140   | 10 a 14 | 124   |
| 104   | 5 a 9   | 132   |
| 92    | 0 a 4   | 100   |

## Economia
El 2007 la població en edat de treballar era de 2.764 persones, 1.415 eren actives i 1.349 eren inactives. De les 1.415 persones actives 1.196 estaven ocupades (621 homes i 575 dones) i 220 estaven aturades (110 homes i 110 dones). De les 1.349 persones inactives 197 estaven jubilades, 313 estaven estudiant i 839 estaven classificades com a «altres inactius».

### Ingressos
El 2009 a Bapaume hi havia 1.372 unitats fiscals que integraven 3.143,5 persones, la mediana anual d'ingressos fiscals per persona era de 14.379 €.

### Activitats econòmiques
Dels 266 establiments que hi havia el 2007, 5 eren d'empreses extractives, 7 d'empreses alimentàries, 3 d'empreses de fabricació de material elèctric, 3 d'empreses de fabricació d'elements pel transport, 8 d'empreses de fabricació d'altres productes industrials, 14 d'empreses de construcció, 80 d'empreses de comerç i reparació d'automòbils, 13 d'empreses de transport, 20 d'empreses d'hostatgeria i restauració, 19 d'empreses financeres, 13 d'empreses immobiliàries, 23 d'empreses de serveis, 36 d'entitats de l'administració pública i 22 d'empreses classificades com a «altres activitats de serveis».
Dels 71 establiments de servei als particulars que hi havia el 2009, 1 era una oficina d'administració d'Hisenda pública, 1 oficina del servei públic d'ocupació, 1 gendarmeria, 1 oficina de correu, 6 oficines bancàries, 2 funeràries, 11 tallers de reparació d'automòbils i de material agrícola, 1 taller d'inspecció tècnica de vehicles, 2 autoescoles, 2 paletes, 1 guixaire pintor, 3 fusteries, 3 lampisteries, 1 electricista, 3 empreses de construcció, 9 perruqueries, 3 veterinaris, 9 restaurants, 6 agències immobiliàries, 1 tintoreria i 4 salons de bellesa.
Dels 43 establiments comercials que hi havia el 2009, 4 eren supermercats, 4 fleques, 6 carnisseries, 2 llibreries, 7 botigues de roba, 1 una botiga de roba, 4 sabateries, 1 una sabateria, 4 botigues de mobles, 2 botigues de material esportiu, 2 drogueries, 1 un drogueria, 1 una perfumeria i 4 floristeries.
L'any 2000 a Bapaume hi havia 8 explotacions agrícoles.

## Equipaments sanitaris i escolars
El 2009 hi havia 1 hospital de tractaments de curta durada, 1 hospital de tractaments de mitja durada (seguiment i rehabilitació), 2 hospitals de tractaments de llarga durada, 1 psiquiàtric, 1 centre de salut, 2 farmàcies i 3 ambulàncies.
El 2009 hi havia 2 escoles elementals. A Bapaume hi havia 2 col·legis d'educació secundària i 1 liceu tecnològic. Als col·legis d'educació secundària hi havia 902 alumnes i als liceus tecnològics 300.

## Fills il·lustres
- Léon Vasseur compositor (1844-1917).

## Poblacions més properes
El següent diagrama mostra les poblacions més properes.